# Raymond Bozier
Raymond Bozier, né en 1950 à Chauvigny (Poitou), est un écrivain français. D'abord connu comme poète, publiant ses poèmes dans diverses revues comme Europe (cf. les deux recueils Bords de mer et Abattoirs 26), il a reçu en 1996 le Prix du Monde diplomatique pour sa nouvelle Colosse (publiée par conséquent dans le mensuel, en janvier 1997). L'année suivante, il reçoit, à quarante-sept ans, le Prix du premier roman pour Lieu-dit.
Il a été rédacteur en chef de la revue littéraire Cargo.
Il a aussi conçu et dirigé l'ouvrage collectif L’Algérie des deux rives, 1954-1962, nouvelles de guerre (14 nouvelles d’auteurs algériens et français qui étaient enfants durant cette période), Mille et une nuits, 2003.

## Œuvres
- Avec les photographies de Thierry Girard : La Pallice, Éditions Geiss, 1990.
- Lieu-dit, Paysages avant l'oubli 1, Calmann-Lévy, 1997. Réédité en 1999 au Livre de Poche - épuisé, puis en 2008 chez Fayard, cf. infra.
- Bords de mer, poèmes, Flammarion, 1998.
- Abattoirs 26, poèmes, Pauvert, 1999.
- Rocade, Paysages avant l'oubli 2, éditions Pauvert, 2000.
- Les soldats somnambules, Fayard, 2002.
- L'Algérie des deux rives 1954 - 1962, nouvelles, Mille et une nuits, 2003.
- Fenêtres sur le monde, Paysages avant l'oubli 3, Fayard, 2004.
- L'homme-ravin, Divagation 1, suivi d'une nouvelle édition de Lieu-dit, Fayard, 2008.
- La maison des courants d'air, Construction imaginaire, Fayard, 2008.
- Roseaux, poèmes, publie.net, 2009.
- L'être urbain - Chantier de fouilles, poèmes, publie.net, 2009.
- Fenêtres sur le monde, édition revue et augmentée, Publie.net, 2011
- Murs, textes, photos, publie.net, 2012

### Collectif
- Québec 2008 : 40 poètes du Québec et de France, Trois-Rivières (Québec)/La Chevallerais, Coédition Écrits des Forges (Québec) et Sac à Mots (France), 216 p. (ISBN 978-2-89645-062-6 et 978-2-915299-26-7)recueil collectif de poésie en langue française avec vingt auteurs dont France Mongeau, Yolande Villemaire, Claude Beausoleil, Denise Boucher, Stéphane Despatie, Claudine Bertrand  pour le Québec et Georges Bonnet, Odile Caradec, Raymond Bozier, Jean-Claude Martin, James Sacré, Josyane de Jesus-Bergey pour la France
- "49 poètes un collectif" réunis et présentés par Yves di Manno, Flammarion, 2004,
- "Panorama de la poésie française contemporaine", approche de l'an 2000, Fulvio Caccia et Bernard Hreglich, Moebius 49 Triptyque, 1991

## Traductions
- Avec Mustapha Oulmane : Jabbar Yassin Hussin, Histoires de jour, contes de nuit, Atelier du gué, 2002.
- Avec l'auteur : Marcos Siscar, Le rapt du silence, Le temps qu'il fait, 2007.